# Listă a statelor componente ale Statelor Unite ale Americii ordonate după data intrării în Uniune

Animaţie indicând ordinea intrării tuturor statelor Statelor Unite în Uniune

Această pagină este o listă a celor 50 de state ale Statelor Unite ale Americii ordonate cronologic după data admiterii în Uniune. 

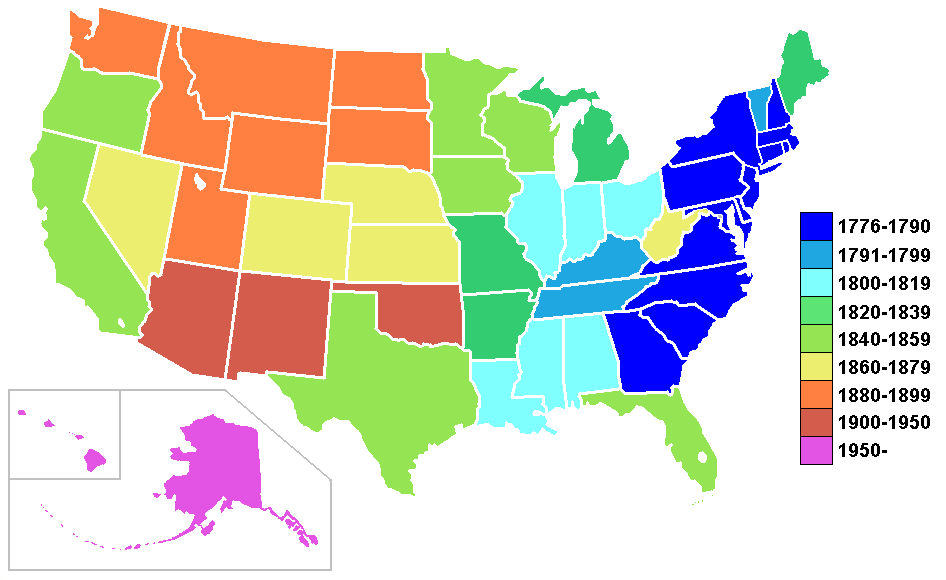
Statele componente ale SUA după data intrării în Uniune

Chiar dacă primele treisprezece state ale Statelor Unite ale Americii pot fi considerate membre ale Uniunii din ziua proclamării Declarației de independență a SUA, 4 iulie 1776, sau din ziua ratificării Articolelor Confederației și a Perpetuei Uniuni, care au constituit prima constituție a națiunii, în realitate fiecare dintre aceste state a ratificat prezenta Constituție a Statelor Unite la date diferite.  Ca atare, toate cele 50 de state constituente ale Statelor Unite sunt prezente pe această listă în ordinea strict cronologică a ratificării Constituției SUA, dată care este considerată simultan și data aderării unui stat la Uniune. 
Datele respective nu reflectă nici actele de secesiune (în 1861) față de Uniune datorate Războiului Civil American și nici re-acceptarea statelor secesioniste (între 1866 și 1870) ce au format entitatea statală numită Statele Confederate ale Americii (în engleză în original, Confederate States of America) între 1861 și 1865.  Ele pot fi studiate în articolele corespunzătoare, dedicate Războiului Civil American și Statelor Confederate ale Americii (SCA). 
| Ordinea intrării | Stat al Statelor Unite ale Americii | Ratificare sau admisie             | Entitatea statală anterioară |
| ---------------- | ----------------------------------- | ---------------------------------- | --- |
| 1                | Delaware                            | 4 iulie 1776 † 7 decembrie 1787 ‡  | Comitatele sudice ale Coloniei Delaware, atunci stat suveran în Confederație                                                          |
| 2                | Pennsylvania                        | 4 iulie 1776 † 12 decembrie 1787 ‡ | Provincia Pennsylvania, atunci stat suveran în Confederație.                                                                          |
| 3                | New Jersey                          | 4 iulie 1776 † 18 decembrie 1787 ‡ | Provincia New Jersey, atunci stat suveran în Confederație.                                                                            |
| 4                | Georgia                             | 4 iulie 1776 † 2 ianuarie 1788 ‡   | Provincia Georgia, atunci stat suveran în Confederație.                                                                               |
| 5                | Connecticut                         | 4 iulie 1776 † 9 ianuarie 1788 ‡   | Connecticut Colony, Colonia Connecticut, atunci stat suveran în Confederație.                                                         |
| 6                | Massachusetts                       | 4 iulie 1776 † 6 februarie 1788 ‡  | Province of Massachusetts Bay, atunci stat suveran în Confederație.                                                                   |
| 7                | Maryland                            | 4 iulie 1776 † 28 aprilie 1788 ‡   | Province of Maryland, Provincia Maryland, atunci stat suveran în Confederație.                                                        |
| 8                | South Carolina                      | 4 iulie 1776 † 23 mai 1788 ‡       | Province of South Carolina, Provincia Carolina de Sud, atunci stat suveran în Confederație.                                           |
| 9                | New Hampshire                       | 4 iulie 1776 † 21 iunie 1788 ‡     | Province of New Hampshire, Provincia New Hampshire, atunci stat suveran în Confederație.                                              |
| 10               | Virginia                            | 4 iulie 1776 † 25 iunie 1788 ‡     | Virginia Colony, Colonia Virginia, atunci stat suveran în Confederație.                                                               |
| 11               | New York                            | 4 iulie 1776 † 26 iulie 1788 ‡     | Province of New York, Provincia New York, atunci stat suveran în Confederație.                                                        |
| 12               | North Carolina                      | 4 iulie 1776 † 21 noiembrie 1789 ‡ | Province of North Carolina, Provincia North Carolina, atunci stat suveran în Confederație.                                            |
| 13               | Rhode Island                        | 4 iulie 1776 † 29 mai 1790 ‡       | Colony of Rhode Island and Providence Plantations, Colonia Rhode Island și Plantația Providence, atunci stat suveran în Confederație. |
| 14               | Vermont                             | 4 martie 1791                      | Province of New York, Provincia New York și Vermont Republic                                                                          |
| 15               | Kentucky                            | 1 iunie 1792                       | Virginia |
| 16               | Tennessee                           | 1 iunie 1796                       | Carolina de Nord, apoi Southwest Territory                                                                                            |
| 17               | Ohio                                | 1 martie 1803 *                    | Northwest Territory |
| 18               | Louisiana                           | 30 aprilie 1812                    | Orleans Territory |
| 19               | Indiana                             | 11 decembrie 1816                  | Northwest Territory (Indiana Territory)                                                                                               |
| 20               | Mississippi                         | 10 decembrie 1817                  | Mississippi Territory |
| 21               | Illinois                            | 3 decembrie 1818                   | Northwest Territory (Illinois Territory)                                                                                              |
| 22               | Alabama                             | 14 decembrie 1819                  | Alabama Territory |
| 23               | Maine                               | 15 martie 1820                     | Massachusetts |
| 24               | Missouri                            | 10 august 1821                     | Missouri Territory |
| 25               | Arkansas                            | 15 iunie 1836                      | Arkansas Territory |
| 26               | Michigan                            | 26 ianuarie 1837                   | Northwest Territory (Teritoriul Michigan)                                                                                             |
| 27               | Florida                             | 3 martie 1845                      | Florida Territory |
| 28               | Texas                               | 29 decembrie 1845                  | Republic of Texas |
| 29               | Iowa                                | 28 decembrie 1846                  | Iowa Territory |
| 30               | Wisconsin                           | 29 mai 1848                        | Northwest Territory (Wisconsin Territory)                                                                                             |
| 31               | California                          | 9 septembrie 1850                  | Mexican Cession, Alta California, Republic of California                                                                              |
| 32               | Minnesota                           | 11 mai 1858                        | Minnesota Territory |
| 33               | Oregon                              | 14 februarie 1859                  | Oregon Territory |
| 34               | Kansas                              | 29 ianuarie 1861                   | Kansas Territory |
| 35               | Virginia de Vest                    | 20 iunie 1863                      | Virginia |
| 36               | Nevada                              | 31 octombrie 1864                  | Nevada Territory |
| 37               | Nebraska                            | 1 martie 1867                      | Nebraska Territory |
| 38               | Colorado                            | 1 august 1876                      | Colorado Territory |
| 39, 40           | Dakota de Nord                      | 2 noiembrie 1889                   | Dakota Territory |
| 39, 40           | Dakota de Sud                       | 2 noiembrie 1889                   | Dakota Territory |
| 41               | Montana                             | 8 noiembrie 1889                   | Montana Territory |
| 42               | Washington                          | 11 noiembrie 1889                  | Washington Territory |
| 43               | Idaho                               | 3 iulie 1890                       | Idaho Territory |
| 44               | Wyoming                             | 10 iulie 1890                      | Wyoming Territory |
| 45               | Utah                                | 4 ianuarie 1896                    | Utah Territory |
| 46               | Oklahoma                            | 16 noiembrie 1907                  | Oklahoma Territory și Indian Territory                                                                                                |
| 47               | New Mexico                          | 6 ianuarie 1912                    | New Mexico Territory |
| 48               | Arizona                             | 14 februarie 1912                  | Arizona Territory |
| 49               | Alaska                              | 3 ianuarie 1959                    | Alaska Territory |
| 50               | Hawaii                              | 21 august 1959                     | Kingdom of Hawaii, Territory of Hawaii (sau Hawaii Territory)                                                                         |

Note†  Au semnat Declarația de Independență a Statelor Unite ale Americii.
‡ Data ratificării Constituției Statelor Unite.
* Congress-ul Statelor Unite ale Americii a extins legile federale la Ohio în ziua de 19 februarie 1803, dar nici o rezoluție formală de acceptare nu a fost votată, așa cum s-a întâmplat cu toate celelalte state.  Oricum, pe 7 august 1953, Congress-ul a votat o rezoluție retroactivă, făcând Ohio un stat al Statelor Unite ale Americii începând cu ziua de 1 martie 1803, data când prima adunare generală a statului Ohio a fost constituită și adunată.